# Hymenocephalus adelscotti
Hymenocephalus adelscotti är en fiskart som beskrevs av Akitoshi Iwamoto och Merrett, 1997. Hymenocephalus adelscotti ingår i släktet Hymenocephalus och familjen skolästfiskar. Inga underarter finns listade i Catalogue of Life.